# Walter W. Magee
Walter Warren Magee, född 23 maj 1861 i Groveland, New York, död 25 maj 1927 i Syracuse, New York, var en amerikansk advokat och politiker (republikan). Han var ledamot av USA:s representanthus från 1915 fram till sin död.
Magee ligger begravd på Oakwood Cemetery i Syracuse.